# Elecciones provinciales de Tierra del Fuego de 1991
Las primeras elecciones generales de la provincia de Tierra del Fuego, Antártida e Islas del Atlántico Sur tuvieron lugar el 1 de diciembre de 1991 con una segunda vuelta para las elecciones de gobernador el 29 de diciembre. Los comicios tuvieron el histórico carácter de ser las primeras elecciones celebradas tras la provincialización del último Territorio Nacional, que escogió por primera vez al gobernador y a los 15 miembros de la nueva Legislatura Provincial, que reemplazó al Poder Legislativo anterior. La constitución provincial recién sancionada preveía el sistema de segunda vuelta electoral (o balotaje) para la elección del gobernador.
El Movimiento Popular Fueguino (MPF), que en las anteriores elecciones para el Poder Legislativo había quedado en tercer lugar, se constituyó como la primera fuerza provincial al imponerse su candidato José Arturo Estabillo con el 45.41% de los votos, contra el 43.56% de Esteban Martínez, candidato del Partido Justicialista, y el 6.77% de Oscar Mazzuchi, de la Unión Cívica Radical. Con este resultado se quebró el bipartidismo en la nueva provincia, y Estabillo y Martínez pasaron a segunda vuelta. La segunda vuelta se realizó el 29 de diciembre, y contando con el apoyo de Mazzuchi, Estabillo obtuvo una estrechísima mayoría con el 50.59% de los votos, convirtiéndose en el primer gobernador electo de Tierra del Fuego, por una diferencia de tan solo 291 sufragios.
Simultáneamente con la primera vuelta, se eligió a la legislatura de 15 miembros y a los 3 diputados que representarían a la provincia en la Cámara de Diputados de la Nación Argentina (los senadores nacionales aún no se elegían directamente). Del mismo modo fue una elección muy ajustada. En el plano provincial, el MOPOF y el PJ empataron, con una ligera mayoría de votos para el primero, y se llevaron 7 escaños cada uno, con la banca restante siendo ocupada por la UCR. En el plano nacional, el MOPOF obtuvo el 38.11% de los votos y se quedó con dos bancas, contra el 31.11% del PJ, que se quedó con la banca restante, y el 16.96% de la UCR, que no accedió al legislativo nacional. La participación electoral en todas estas elecciones fue, sin embargo, muy baja, no llegando al 67% en la primera vuelta y apenas superando el 60% en la segunda, siendo esta última la participación más baja en todas las elecciones para la gobernación fueguina celebradas desde entonces.
En ambas vueltas, en los departamentos Ushuaia y Antártida Argentina se impuso Estabillo, mientras que Martínez triunfó en el departamento Río Grande. El Departamento Islas del Atlántico Sur no participó en la elección, al encontrarse las islas bajo el control del Reino Unido en el marco de la disputa por su soberanía.
Los legisladores nacionales electos asumieron sus cargos el 10 de diciembre, junto con los demás diputados electos ese mismo año. Por su parte, Estabillo, el vicegobernador Miguel Ángel Castro, y los legisladores provinciales asumieron el 10 de enero de 1992.

## Antecedentes
Tierra del Fuego se convirtió en un territorio nacional en 1884, junto con la mayoría de los territorios del sur de la Argentina. Con la provincialización de casi todos los territorios restantes en la década de 1950 y la asunción de autoridades autónomas electas por primera vez en 1958, Tierra del Fuego se convirtió en el último territorio nacional argentino. Como tal, no gozaba de autonomía plena, su representación en el Congreso de la Nación era delegativa y no participaba en la elección de presidente y vicepresidente. Su nivel de autonomía fue incrementado en 1983, al momento de la recuperación de la democracia, cuando se le concedió representación en la Cámara de Diputados y dos electores para presidente y vicepresidente. Hubo intensos debates sobre la provincialización del territorio, sobre todo por las disputas territoriales con Chile.
El 26 de abril de 1990, el Congreso sancionó la Ley N° 23775, que establecía la creación de la Provincia de Tierra del Fuego, Antártida e Islas del Atlántico Sur. En enero de 1991, Matilde Menéndez fue designada interventora federal fueguina por el gobierno de Carlos Menem, con el mandato de llamar a elecciones para institucionalizar autoridades electas de la nueva provincia. Se convocó a una elección de 19 convencionales constituyentes, que redactaron una carta magna para el territorio, la cual fue jurada el 1 de junio de 1991. Se convocó a elecciones para gobernador, vicegobernador, legisladores provinciales, intendentes y concejales municipales para el 1 de diciembre de ese mismo año. La fecha de asunción de las autoridades provinciales se fijó el 10 de enero de 1992.

## Reglas electorales
Las elecciones se realizaron bajo la constitución provincial de 1991, y bajo la Ley Electoral Provincial 201/94. La misma establece que los cargos de Gobernador y Vicegobernador se eligen directamente por el electorado de la provincia en fórmula única, por mayoría absoluta de votos con la provincia como distrito único para un mandato de cuatro años, reelegibles una sola vez consecutivamente. Si ninguna de las fórmulas obtuviera esa mayoría, se realizará una segunda vuelta electoral entre las dos fórmulas más votadas en la primera, dentro de los quince días siguientes, quedando consagrada la que obtuviese el mayor número de sufragios. Tierra del Fuego es uno de los pocos distritos argentinos que prohíben constitucionalmente que las elecciones provinciales coincidan con las nacionales, debiendo estas estar separadas por un intervalo de tres meses.
Los legisladores provinciales, que son quince, se eligen directamente. Se aplicará el sistema de representación proporcional, método D'Hondt con un piso del (5%) de los votos válidos emitidos. Los legisladores serán electos de acuerdo con el orden de lista y número de votos para cada uno, según el sistema de tachas. El sistema de tachas se aplica conjuntamente con el proporcional (método D'Hondt), de modo que el número de votos obtenidos determina el número de bancas que corresponderá a cada partido en la Legislatura. Las tachas contenidas en las boletas utilizadas para votar, establecerán el orden de designación de los candidatos a elegir, modificando el orden impreso en ellas, el que sólo se aplicará en los casos de empate. No se considerarán las tachas efectuadas a cada candidato que no superen el (50% +1 voto) del total de los votos válidos emitidos en favor de la lista que lo propuso.
El gobernador y los legisladores electos asumen sus cargos el 10 de enero del año siguiente, siendo junto con Tucumán (cuyas autoridades asumen el 29 de octubre), las únicas dos provincias argentinas cuyas autoridades provinciales no asumen el 10 de diciembre.

## Primera vuelta
La elección para gobernador fue muy polarizada entre el Movimiento Popular Fueguino (MPF), partido provincial que había tenido un éxito relativo en las elecciones al poder legislativo local durante la década de 1980, y el Partido Justicialista (PJ), oficialista a nivel nacional. El candidato del MPF, José Arturo Estabillo, obtuvo la primera minoría de votos con el 45.41% contra el 43.56% de Estaban Martínez, del PJ. Oscar Mazzuchi, de la Unión Cívica Radical (UCR), quedó en tercer lugar con el 6.77%, y ninguno de los demás candidatos obtuvo más del 2% de los votos. La participación fue baja, no alcanzando el 67% del electorado registrado, teniendo en cuenta que el voto en Argentina en todas las instancias es obligatorio.
A nivel municipal, el justicialista Mario Daniele fue reelegido intendente de la capital Ushuaia derrotando al mopofista Carlos Alberto Pérez por tan solo 59 votos, mientras que el radical Mario Jorge Colazo triunfó en Río Grande, por lo que ninguna de las dos principales ciudades cayó en manos del MOPOF. El único poblado de importancia restante, Tolhuin, no eligió intendente debido a que aún no era considerada una comuna con una municipalidad autónoma, estatus que obtendría recién en 1993.
|  | 45,41 % |

|  | 43,56 % |

|  | 6,77 % |

|  | 1,57 % |

|  | 0,69 % |

|  | 0,66 % |

|  | 0,53 % |

|  | 0,40 % |

|  | 0,40 % |

|  | 95,13 % |

|  | 4,87 % |

|  | 100 % |

|  | 66,79 % |

## Segunda vuelta
|  | 50,59 % |

|  | 49,41 % |

|  | 94,59 % |

|  | 1,55 % |

|  | 3,86 % |

|  | 100 % |

|  | 60,36 % |